# Värmdölinjen

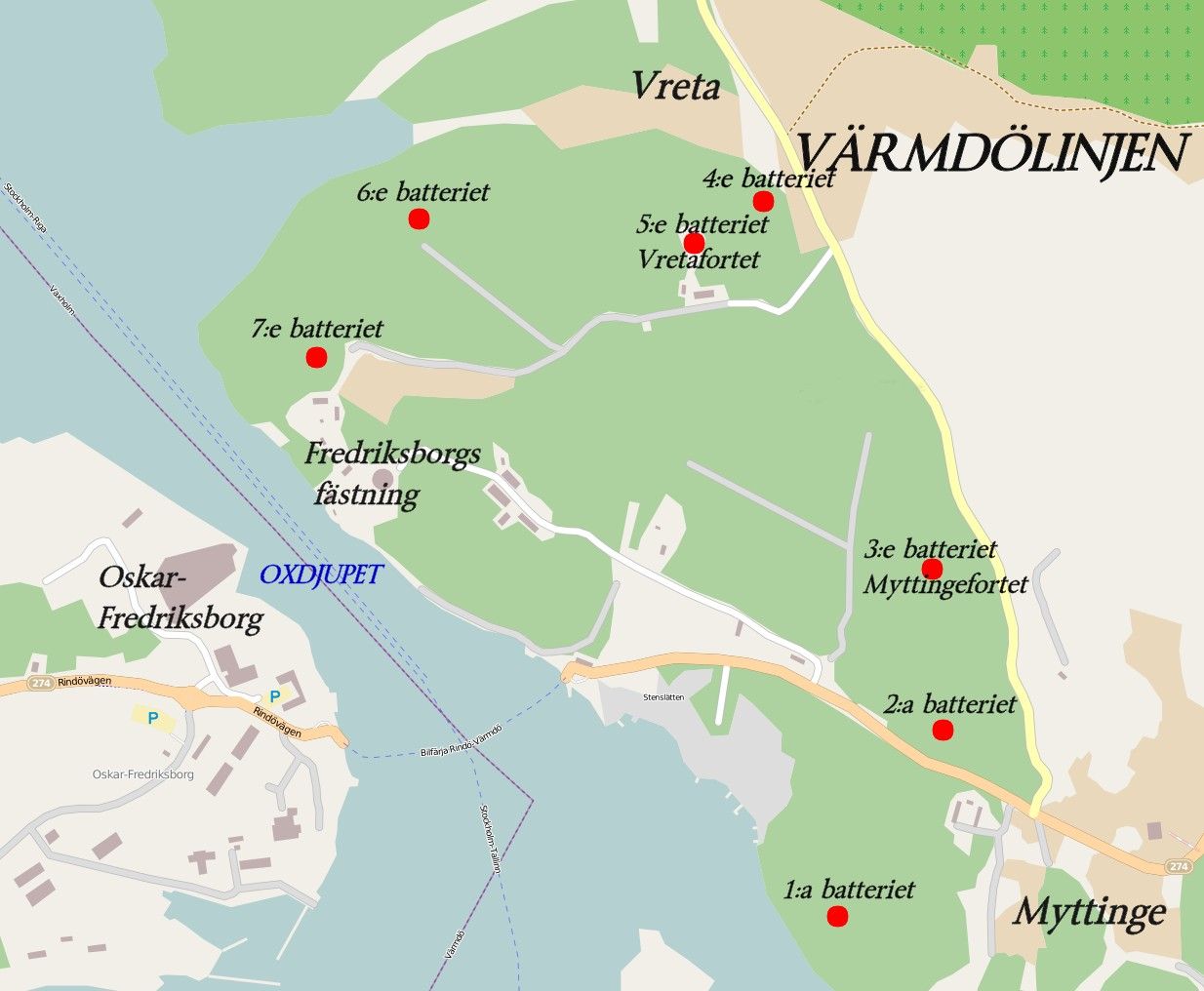
Värmdölinjen med sina sju batteriplatser.

Värmdölinjen, även kallad Myttingelinjen eller Batterilinjen var en försvarslinje på norra Värmdö avsedd att skydda befästningsverket Oskar-Fredriksborg vid Oxdjupet från angrepp från landsidan. Den två kilometer långa linjen med sju batteriplatser anlades mellan 1899 och 1903 och löper mellan Myttingeviken och Vretaviken på Värmdölandet. Utöver den trupp som behövdes för hanteringen av kanonerna skulle hela linjen bemannas med tre infanteribataljoner (ca 1500 soldater). Värmdölinjen var en del av Vaxholmslinjen som sträckte sig från Värmdö över Rindö, Vaxholms kastell, Vaxö, Edholma till Lillskär utanför Kullö.
Dagens Batterivägen påminner fortfarande om de sju batteriplatserna. Området för Värmdölinjen har utpekats av Värmdö kommun som riksintresse för Försvarsmakten och delvis som riksintresse för kulturmiljön.

## Bakgrund
Mot slutet av 1800-talet infann sig ett nytt försvarspolitiskt tänkande. Centralförsvaret avlöstes - främst genom järnvägarnas tillkomst, av ett gräns- och kustförsvar och Stockholm integrerades i den nya försvarspolitiken. 
På norra Värmdö förstärktes befintliga anläggningar med den så kallade Värmdölinjen som skulle skydda den viktiga farleden till och från Stockholm vid Oxdjupet. Området kring Oxdjupet hade i alla tider strategisk betydelse. Här uppfördes redan 1548 föregångaren till Vaxholms fästning och på 1730-talet Fredriksborgs fästning. Oskar-Fredriksborg stod klar 1877. 
Vid denna tid bestod Vaxholms fästnings försvarsområde av land- och vattenområden från sunden väster om Resarö till norra Värmdö. Totalt ingick 37 batterier, rörligt artilleri, mineringar, infanteri samt en reserv av rörliga förband med bland annat ingenjörtrupp och ballongavdelning. 
År 1914 fattade Riksdagen beslut om Vaxholms yttre befästningslinje i mellanskärgården, då nya effektivare vapensystem gjorde det nödvändigt att möta fientliga sjöstridskrafter tidigare. Linjen, som bestod av fem minerade spärrar, två fort och tre batterier färdigställdes 1924-26. Genom försvarsbeslutet 1925, som syftade till nedrustning, utgick Vaxholms inre försvarslinje ur krigsorganisationen. Erfarenheter från första världskriget hade även visad att öppna värn gav otillräckligt skydd för infanteriet.
Med uppbyggnaden av Havsbandslinjen (anlades mellan åren 1936 och 1945) hade artilleriet på platsen spelat ut sin roll. Under beredskapstiden (1939-1945) tjänade Värmdölinjen även som skydd för marktrupp och nyttjades därefter som förråd fram till kalla krigets slut i det som var KA1s övningsområde. Därefter har linjen förfallit, men området var i många år militärt skyddsområde och övningsplats.

## Linjen

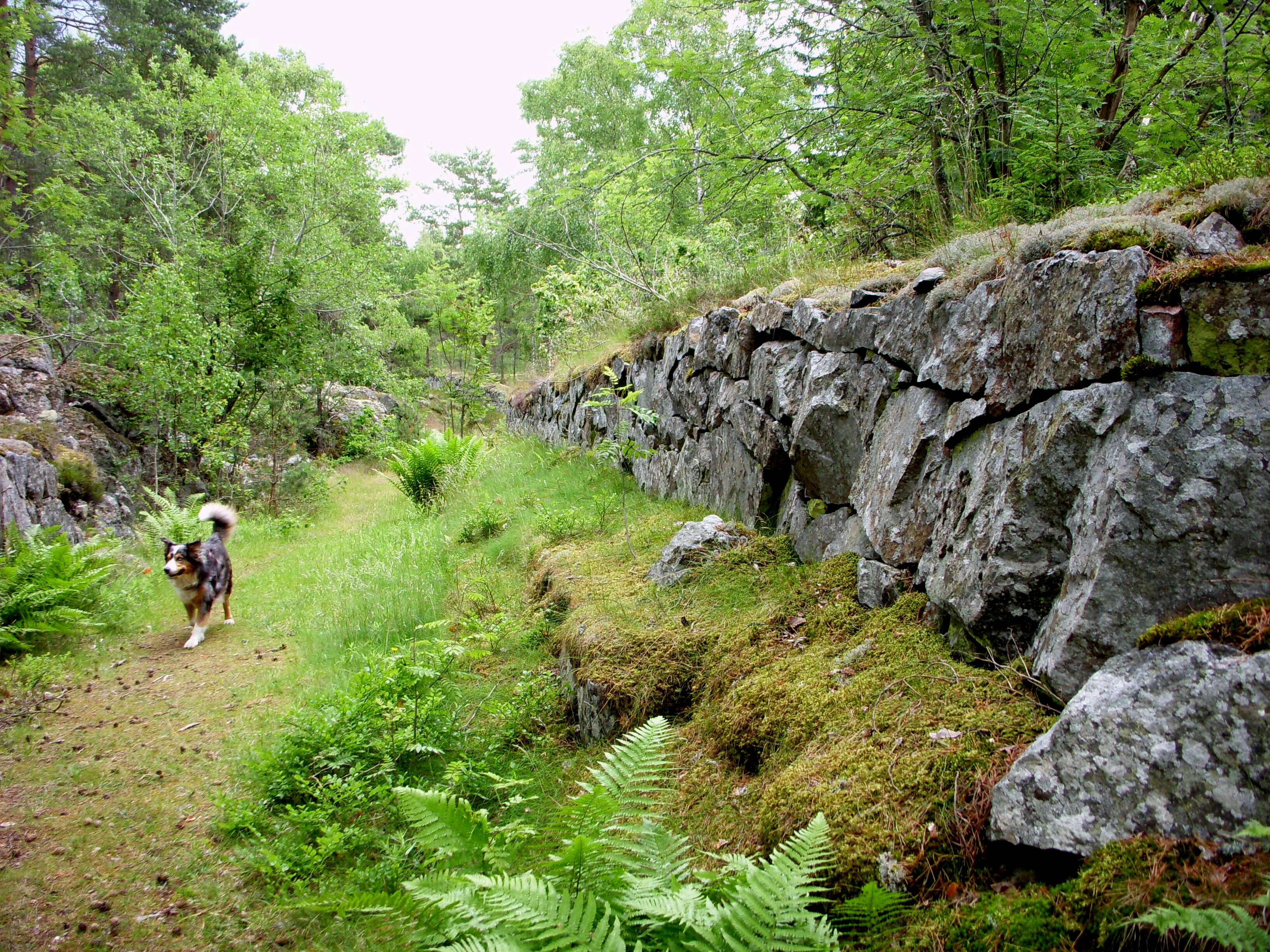
Stenmuren längs Värmdölinjen i juni 2011.

Anläggningsarbetena påbörjades i maj 1899 och under 1903 var huvuddelen färdigställd men först 1905 var alla kanoner på plats. Sju fortliknande batteriplatser binds i en båge ihop utmed en omsorgsfullt kallmurad stenmur. Muren slingrar sig genom hällmarksterrängen med en ålderdomlig karaktär. Myttingefortet och Vretafortet, som även benämns 3:e respektive 5:e batteriet omges av 10 meter djupa stormningsgravar och är nedsprängda i marken. Kärnan i vardera fortet utformades som en liksidig triangel som står lik en ö omgiven av stormningsgravarna. Forten var utrustade med sammanlagd tio 8,4 cm kanoner m/1881 (sex i Myttingefortet och fyra i Vretafortet).
1:a, 2:a, 4:e och 6:e batteri var öppna ställningar som byggdes i huvudsak av sprängsten från de båda forten. På räls förflyttades två 8 mm kulsprutor m/1894 mellan skjutställningarna inom batteriet. Med hjälp av vändskivor kunde pjäserna dras runt hörnen och in i öppna, halvrunda nischer (eldställningar). Bemanningen utgjordes av två befäl och 43 man. Dessa bodde i stora bunkern, där även kulsprutorna förvarades när de inte var i bruk.
7:e batteriet, som ligger i anslutning till Oxdjupet byggdes 1902. Uppgiften var att skjuta på fientiga fartyg som norrifrån försökte ta sig in i Oxdjupet. Batteriet består av tre värn med en öppen pjäsplats däremellan. På toppen fanns en observationsplats under en stålhuv. Utrustningen bestod av fyra 12 cm kanoner m/1885 på hjullavett. Beväpningen utökades senare ytterligare.
Många mindre vägar i området kring batterierna anlades av militären, ofta med sprängsten som underlag. Vid en av dessa vägar påminner två minnesstenar med inskriptionen "SIB 1899" och "Ing 1 1902" om att Svea ingenjörregemente var inblandat i befästnings- och förbindelsearbeten som utfördes i början på 1900-talet.

## Batteriplatser i urval
| Bild | Beteckning     | Geografiskt läge/koordinater                  | Fler bilder    | Kort beskrivning |
| ---- | -------------- | --------------------------------------------- | -------------- | --- |
|      | 1:a batteriet  | 59°23′29″N 18°27′36″Ö / 59.39139°N 18.46000°Ö | 1:a batteriet  | Öppen ställning, ligger söder om Värmdövägen vid Myttingeviken. Beväpning: två 8 mm kulsprutor m/1894 på pansarkärror.                    |
|      | 2:a batteriet  | 59°23′43″N 18°27′50″Ö / 59.39528°N 18.46389°Ö | 2:a batteriet  | Öppen ställning, ligger strax norr om Värmdövägen mellan Myttinge och Stenslätten. Beväpning: två 8 mm kulsprutor m/1894 på pansarkärror. |
|      | Myttingefortet | 59°23′54″N 18°27′42″Ö / 59.39833°N 18.46167°Ö | Myttingefortet | Myttingefortet, även 3:e batteriet, ligger cirka 400 meter norr om batteri nr 2. Beväpning: sex 8,4 cm kanoner m/1881 i pansartorn.       |
|      | 4:e batteriet  | 59°24′20″N 18°27′20″Ö / 59.40556°N 18.45556°Ö | 4:e batteriet  | Öppen ställning, ligger cirka 200 meter nordost om Vretafortet. Beväpning: två 8 mm kulsprutor m/1894 på pansarkärror.                    |
|      | Vretafortet    | 59°24′17″N 18°27′13″Ö / 59.40472°N 18.45361°Ö | Vretafortet    | Vretafortet, även 5:e batteriet, ligger cirka 800 meter norr om Myttingefortet. Beväpning: fyra 8,4 cm kanoner m/1881 i pansartorn.       |
|      | 7:e batteriet  | 59°24′08″N 18°26′23″Ö / 59.40222°N 18.43972°Ö | 7:e batteriet  | Ligger längst i väst, cirka 300 meter norr om Fredriksborgs fästning. Beväpning: fyra 12 cm kanoner m/1885 på hjullavett.                 |